# Litauische Martynas-Mažvydas-Nationalbibliothek

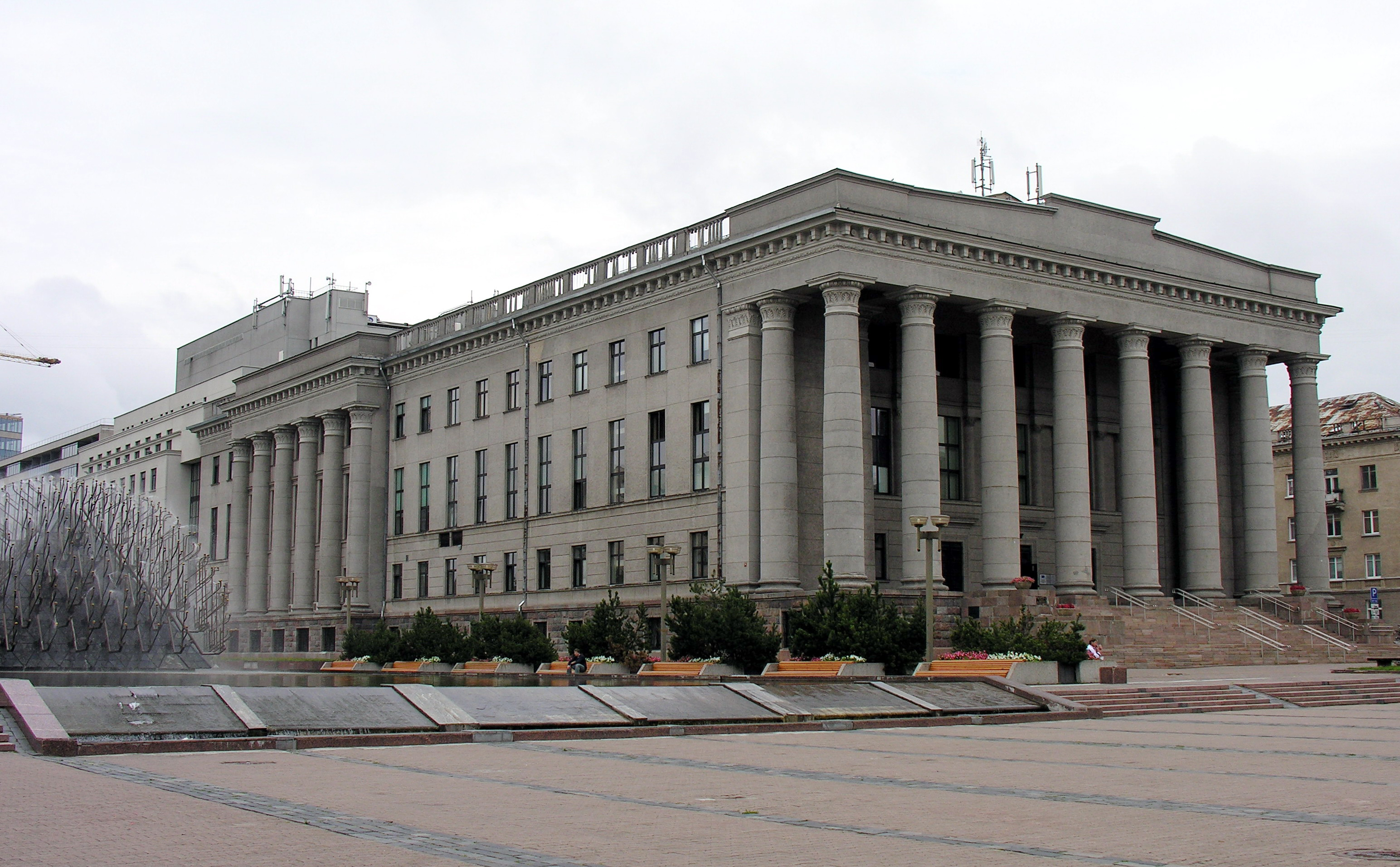
Die Litauische Nationalbibliothek (2006)

Die Litauische Martynas-Mažvydas-Nationalbibliothek (Lietuvos nacionalinė Martyno Mažvydo biblioteka; LNB) ist die Nationalbibliothek von Litauen. Sie wurde 1919 in Vilnius als die „Litauische Zentralbücherei“ gegründet und kurz darauf nach Kaunas verlegt. Seit 1963 hat die LNB wieder ihren Sitz in der litauischen Hauptstadt. 1988 erhielt sie den Beinamen „Martynas Mažvydas“, in Erinnerung an den evangelischen Pfarrer und Verfasser des ersten Buches in litauischer Sprache, Martin Mosvid.
Die Bibliothek ist Mitglied der European Library.

## Direktoren
- 1919–1922: Eduardas Volteris
- 1922–1935: Andrius Škėma
- 1935–1939: Juozas Avižonis
- 1939–1950: Juozas Rimantas
- 1950–1952: Danielius Čepas
- 1952–1958: Jonas Urbanavičius
- 1959–1976: Vaclovas Jurgaitis
- 1976–1982: Jonas Baltušis
- 1982–2004: Vladas Bulavas
- 2004–2010: Vytautas Gudaitis
- Seit 2010: Renaldas Gudauskas